# مينو أوستينغ
مينو أوستينغ (بالهولندية: Menno Oosting) مواليد 17 مايو 1964 في سون آن بروخل، هولندا - الوفاة 22 فبراير 1999 في تورنهاوت، بلجيكا، كان لاعب كرة مضرب هولندي بدأ مسيرته كمحترف سنة 1983 وكان يلعب باليد اليسرى. كما أنه أحد أبطال الجراند سلام. أعلى تصنيف له في الفردي كان المركز الـ 72 في سنة 1988. أعلى تصنيف له في الزوجي كان المركز الـ 20 في سنة 1995.

## بطولات حققها
- دورة رولان غاروس الدولية

## روابط خارجية
- مينو أوستينغ على موقع رابطة محترفي التنس (الإنجليزية)
- مينو أوستينغ على موقع الاتحاد الدولي لكرة المضرب (الإنجليزية)
- مينو أوستينغ على موقع كأس ديفيز (الإنجليزية)
- مينو أوستينغ على موقع خلاصة التنس.كوم (الإنجليزية)